# Пивоваренный завод купца Лореца
Пивоваренный завод купца Антона Петровича Лореца — памятник промышленной архитектуры XIX—XX веков в Костанае, Казахстан. Является памятником истории и культуры местного значения Костанайской области.

## История
В 1890 году в Костанае Лорец построил дом в самом центре и заключил договор с местными властями, по которому 24 года пивоваренный завод работает на основателей, а потом передается городу.
В 1893 году, получив разрешение от Министерства внутренних дел, швейцарский поданный Антон Петрович Лорец совместно с подданным Пруссии Иваном Андреевичем Павликом построили пивоваренный завод на выгонной земле Костаная, который был одним из крупных пивных заводов на Урале. Второй такой же был в Троицке.
В дальнейшем И.А. Павлик отказался от участия в пивоварении.
В 1905 году на заводе насчитывалось 8 работников, а пива продавали на 20 тысяч рублей.
В 1906 году на пивной выставке в Ростове и в 1908 году в Риме костанайское пиво «Восточная Бавария» было награждёно почётными медалями.
После революции Антон Петрович уехал за границу, а завод купил некто Кроль из Самары. Производство было остановлено и завод стал складом пива Троицкого пивоваренного завода.
В 1920-е годы в здании завода была суконная фабрика «Красный ткач», потом крахмальное производство, а в годы Великой Отечественной войны на заводе выпускали казеин.
С 2000 года на заводе восстановлено и пивоваренное производство компанией АО «Арасан», которое использует здание по своему назначению.

## Архитектура
В оформлении фасадов использованы приемы эклектики.
Здание построено из жженого кирпича. Основные два корпуса, в которых происходил весь процесс приготовления пива, расположены вдоль улицы (ул. Каирбекова), выходят на нее торцевыми фасадами и представляют собой сплошную фронтальную застройку с объемами разными по высоте, с использованием конструктивной схемы, с неполным несущим каркасом. На стене завода имеется надпись –  1907 год, выполненная из фасонного кирпича.
В подвалах завода сохранились чаны для варки пива, устроенные ещё А.П. Лорецом.
В цехах – полы, потолки и стены облицованы материалами с функциональным назначением цеха и санитарными нормами. Крыши совмещенные, односкатные, крыты слоями рубероида.
Комплекс завода расположен на окраине старой части города с общей территорией около 9,5 га и занимает почти весь квартал.